# Burj Al Arab
Burj Al Arab  (arapski: برج العرب, doslovno "Toranj Arapa") jedan je od najluksuznijih i najskupljih hotela na svijetu. Nalazi se na umjetnom otoku u Dubaiju, u Ujedinjenim Arapskim Emiratima. Visok je (s antenom) 321 m, čime je drugi po visini hotel u svijetu, iza Rose Towera, koji se također nalazi u Dubaiju.
Vlasnik Burj Al Araba je hotelski lanac Jumeirah Group, u vlasništvu šeika Muhameda bin Rašida Al Maktuma. Hotel je projektirao britanski arhitekt Tom Wright, a izvođač radova je bila južnoafrička tvrtka Murray & Roberts.
Hotel u obliku jedra je, od otvorenja 1999. godine, postao simbol Dubaija i jedna od najprepoznatljivijih svjetskih građevina.

## Gradnja
Vidi još: Popis najviših nebodera svijeta
Gradnja Burj al Araba počela je 1994. godine. Građen je da izgleda kao jedro tradicionalnog arapskog broda. Dva "krila" raširena u obliku slova "V" imaju ulogu jarbola, dok prostor između njih služi kao golemi atrij. Arhitekt Tom Wright je izjavio "Klijent je želio građevinu koja će postati ikona ili simbol za grad Dubai, nešto poput Operne kuće u Sydneyu ili Eiffelovog tornja u Parizu. Trebalo je sagraditi nešto što će postati sinonim za čitavu državu."
Arhitektonski i inženjerski konzultant projekta bio je Atkins, najveća britanska multidisciplinarna tvrtka za savjetovanje. Građevinski radovi povjereni su južnoafričkoj tvrtki Murray & Roberts. Izgradnja hotela koštala je 650 milijuna dolara.

## Značajke
Nekoliko značajki hotela zahtijevalo je kompleksne ili pionirske inženjerske pothvate. Hotel se nalazi na umjetnom otoku udaljenom 280 metara od obale. Zbog sigurnosti temeljenja, graditelji su postavili konstrukciju na 230 pilona koji zadiru 40 metara u pijesak. Inženjeri su potom sagradili površinski sloj od velikog kamenja, okruženog betonskim slojem u obliku pčelinjeg saća koji štiti temelje od erozije. Gradnja samog umjetnog otoka i temelja trajala je tri godine, jednako koliko i gradnja samog hotela. Građevina sadrži 70.000 kubnih metara betona, te još 9.000 kubnih metara čelika.
Helidrom hotela je postao poznat kada su Andre Agassi i Roger Federer na njemu odigrali prijateljski teniski susret.
Burj Al Arab je samoproglašen jedinim hotelom na svijetu sa 7 zvjezdica što neki turistički profesionalci smatraju preuveličavanjem, jer prema službenom kategoriziranju hotel može imati najviše pet zvjezdica, iako neki najelitniji hoteli pokušavaju izboriti nepostojeći status od "šest zvjezdica". Prema službenim internetskim stranicama hotela, Burj Al Arab ima 5 zvjezdica. Hotel je najviša građevina na svijetu s napetom fasadom, najviši hotel na svijetu (uz Rose Tower u Dubaiju), te prvi hotel s pet zvjezdica koji je premašio visinu od 300 metara.

### Sobe i cijena
Menandžment hotela vodi tvrtka Jumeirah Group. Unatoč veličini, Burj Al Arab ima svega 28 dvostrukih etaža s 202 sobe. Najmanja soba je površine 169 m2, a najveći apartman 780 m2. Hotel je među najskupljima u svijetu. Cijene za noćenje se kreću od 1000 dolara za najmanje sobe, do 28.000 dolara za kraljevski apartman.
Dizajn soba je podređen i istoku i zapadu. Bijeli toskanski red stupova i spiralne skale od mramora s ogradom od kovanog čelika ukrašenim zlatnim listovima pokazuje utjecaj od klasicizma do art nouveaua. Spa kupaonice naglašene su mozaicima od keramičkih šablona na podovima i zidovima, inspiriranih arapskom geometrijom, koja se može naći u gotovo cijeloj zgradi.

### Restorani
Jedan od hotelskih restorana, Al Muntaha (arapski: "najviši"), lociran je 200 metara iznad Perzijskog zaljeva i omogućuje panoramski pogled na grad Dubai. Izgrađen je kao konzolni dodatak konstrukciji te izlazi i po 27 metara izvan gabarita zgrade, a pristupa mu se s panoramskog dizala. Glavnom kuharu Edah Semaj Leachimu godine 2006. dodijeljeno je priznanje "Kuhara godine".
Drugi restoran je nazvan "Al Mahara", što znači "kamenica". Nalazi se na dnu hotela, pristupa mu se iz simulirane podmornice i okružen je golemim akvarijima kapaciteta milijun litara, prepunih morskih životinja. Restoran također spada među najelitnije u svijetu, a vodi ga Kevin McLaughlin.

## Galerija
- Restoran

## Vanjske poveznice
- Službena stranica (engl.) (arap.) (kin.) (jap.) (rus.) (fr.)
- Atkins - službena stranica (engl.)
- Tom Wright - službena stranica  Arhivirana inačica izvorne stranice od 20. srpnja 2012. (Wayback Machine) (engl.)

### Ostali projekti
|  | Zajednički poslužitelj ima još gradiva o temi Burj Al Arab |